# Masalima-Inseln
Die Masalima-Inseln (indonesisch Kepulauan Masalima) sind eine indonesische Inselgruppe in der Javasee.

## Geographie
Die Inseln liegen zwischen Kalimantan (Borneo), Sulawesi (Celebes) und Sumbawa in der Javasee. Die nächsten Nachbarn im Osten sind weitere kleine Inseln, wie Kalukalukuang, Doangdoangan Besar und Doangdoangan Kecil, im Westen die Laut-Kecil-Inseln.
Die größte Insel ist Sabaru, im Süden des Archipels. Saliriang (Masalima) liegt im Nordwesten, Pamolikang im Nordosten und Pamantawang im Norden. Zwischen den drei Nordinseln liegen eine weitere Insel und zwei Inselchen. Alle Inseln sind von Korallenriffen umgeben.
Administrativ gehören die Masalima-Inseln, wie ihre westlichen Nachbarn zum Distrikt (indonesisch Kecamatan) Liukang Kalukalukuang MAS des Regierungsbezirks (indonesisch Kabupaten) Pangkajene dan Kepulauan der Provinz Südsulawesi (indonesisch Sulawesi Selatan).

## Einwohner
Laut der Volkszählung von 2010 hat das administrative Dorf (indonesisch Desa) Sabaru, zu dem die Inseln Sabaru und Pamantawang gehören, insgesamt 1.402 Einwohner. Im Desa Pammantauan Masalima, das aus den restlichen Inseln gebildet wird, leben 3.128 Menschen.